# C-462
La C-462 (Comarcal C-462) anomenada Carretera del Pantà de la Llosa del Cavall, és una carretera de la Xarxa de Carreteres del Pirineu, situada a la comarca de l'Alt Urgell i del Solsonès que comunica La Seu d'Urgell amb Olius vora Solsona a la C-26.
Aquesta carretera és d'ús local ja què només l'utilitzen los veïns de les poblacions que recorre.
Comença a Sant Llorenç de Morunys i arriba fins La Seu d'Urgell en un recorregut de 91 km que en la seva part més elevada arriba als 2.000 metres d'altitud i passa per bonics indrets com Sant Llorenç de Morunys i el pantà de la Llosa del Cavall.
Aquesta carretera és una de les carreteres principals que travessen la comarca de l'Alt Urgell, ja que travessa aquesta comarca des de la seva capital a La Seu d'Urgell fins a la comarca del Solsonès.
És poc utilitzada, ja que només l'utilitzen els veïns que hi han a les petites poblacions que recorre. Es va construir a la dècada del 1990 per arribar a una planta hidroelèctrica que finalment no es va construir, i altres carreteres com la C-14 o la C-16 permeten fer el mateix recorregut més ràpidament. El 2016 va ser considerada una de les sis millors carreteres d'Europa en un estudi de Ford Performance que va analitzar 15.000 km.

## Recorregut[6]
| Tipus de Sortida | Direcció de la sortida  | Carretera que hi enllaça | Qm | Comarca    |
| ---------------- | ----------------------- | ------------------------ | -- | ---------- |
| C-462            | La Seu d'Urgell         | N-260                    | 0  | Alt Urgell |
|                  | Cerc                    |                          | -  | Alt Urgell |
|                  | El Ges                  | Carrer Únic              | -  | Alt Urgell |
|                  | Adraén                  | Carrer d'Adraén          | -  | Alt Urgell |
|                  | Fórnols de Cadí         | Carrer Olms              | -  | Alt Urgell |
|                  | Cornellana              | Carrer de Cornellana     | -  | Alt Urgell |
|                  | Josa de Cadí            | C-563                    | -  | Alt Urgell |
|                  | Tuixent                 | Carrer de les Escomes    | -  | Alt Urgell |
|                  | La Coma                 | Passatge Torrent         | -  | Solsonès   |
|                  | Pedra                   | Camí de la Pedra         | -  | Solsonès   |
|                  | Sant Llorenç de Morunys | Carretera de Solsona     | -  | Solsonès   |
|                  | Olius (Solsona)         | C-26                     | 91 | Solsonès   |